# مشکین‌آباد (قزوین)
مشکین آباد، روستایی از توابع بخش مرکزی شهرستان قزوین در استان قزوین و در ایران است.

## جمعیت
این روستا در دهستان اقبال غربی قرار دارد و براساس سرشماری مرکز آمار ایران در سال ۱۳۸۵، جمعیت آن ۴۰۰ نفر (۸۹خانوار) بوده‌است.